# شهرک صنعتی هشترود
شهرک صنعتی هشترود یکی از شهرک‌های صنعتی استان آذربایجان شرقی است که در ۵ کیلومتری شهر هشترود واقع شده‌است.